# Bronx Park East
Bronx Park East – stacja metra nowojorskiego, na linii 2. Znajduje się w dzielnicy Bronx, w Nowym Jorku i zlokalizowana jest pomiędzy stacjami Pelham Parkway i East 180th Street. Została otwarta 3 marca 1917.